# Myiagra eichhorni
Myiagra eichhorni — вид горобцеподібних птахів родини монархових (Monarchidae). Ендемік Папуа Нової Гвінеї. Раніше вважався підвидом східної міагри, однак були визнаний окремим видом в 2021 році.

## Поширення і екологія
Myiagra eichhorni мешкають на островах Нова Ірландія, Нова Британія і Новий Гановер. Вони живуть в рівнинних і гірських тропічних лісах на висоті до 1500 м над рівнем моря.